# Graveyard Classics III
Graveyard Classics III è il terzo album di cover della band Six Feet Under.

## Tracce
1. A Dangerous Meeting (cover dei Mercyful Fate)
2. Metal On Metal (cover degli Anvil)
3. The Frayed Ends Of Sanity (cover dei Metallica)
4. At Dawn They Sleep (cover degli Slayer)
5. Not Fragile (cover dei Bachman-Turner Overdrive)
6. On Fire (cover dei Van Halen)
7. Pounding Metal (cover degli Exciter)
8. Destroyer (cover dei Twisted Sister)
9. Psychotherapy' (cover dei Ramones)
10. Snap Your Fingers, Snap Your Neck (cover dei Prong)